# Luis Podestá Costa
Luis Agustín Podestá Costa (Buenos Aires, 18 de octubre de 1885 - 1962) fue un abogado, diplomático y ministro de Relaciones Exteriores de la Argentina durante la presidencia de facto de Pedro Eugenio Aramburu.

## Biografía
Era hijo de Luis Podestá y Ana Costa. Se recibió de Abogado en la Universidad de Buenos Aires, donde se desempeñó como docente y fue vicedecano y decano de la Facultad de Ciencias Económicas de aquella institución. 
Trabajó en el Ministerio de Relaciones Exteriores en la década de 1930, como consultor de embajada, jefe de Directivas Políticas y director general de aquel ministerio. Fue agente confidencial ante el Gobierno del Paraguay para el tratado de paz entre aquel país y Bolivia por la guerra del Chaco.
Estando al frente de las relaciones exteriores se produjeron varias controversias, en 1957 agentes del régimen militar  presidido por Pedro Eugenio Aramburu colocan un artefacto explosivo en el automóvil asignado al expresidente democrático argentino Juan Domingo Perón que se hallaba exiliado en Caracas, el atentado es perpetrado por agentes de inteligencia del dictador Pedro Eugenio Aramburu al estallar un vehículo de su propiedad en la esquina de Venus, en Caracas muriendo tres ciudadanos venezolanos. El gobierno venezolano procedió a llamar al Embajador de Venezuela en Argentina llevó finalmente a declarar "persona no grata" al embajador argentino el 4 de julio de 1957.
El 25 de febrero agentes de inteligencia del régimen militar autodenominado gobierno militar argentino presidido por Pedro Eugenio Aramburu colocan un artefacto explosivo en el automóvil asignado a Juan Domingo Perón que intentan explorar en la esquina de Venus, en Caracas, Venezuela. El Ministerio de Relaciones Exteriores de Venezuela declaró persona no grata al embajador argentino Toranzo Montero, responsable del atentado. El comunicado emitido por el Ministerio explicaba que lo efectuaba por “existir fundados indicios de que en la sede de la Representación Diplomática de la República Argentina se ha venido fraguando sucesivos atentados contra la vida de refugiados políticos que en nuestro país, se acogen al derecho de asilo territorial”. A los pocos días agentes argentinos perpetran un nuevo atentado en Caracas que terminó con la muerte de cinco venezolanos en las inmediaciones de la Facultad de Derecho de la Universidad Central de Venezuela. Pérez Jiménez acusó la injerencia extranjera y rompió relaciones con Argentina. 
En Panamá un comando argentino llega al Hotel Washington con el objetivo de matar a Perón. La guardia nacional panameña pone hombres para custodiar a Perón. La guardia nacional panameña descubre intentos para asesinar a Perón, pero fueron frustrados y deportados los mercenarios, lo que originó una grave crisis diplomática con Argentina.
Durante su gestión también se produce el asalto argentino a la embajada de Haití. En 1956, en la madrugada del jueves 14 una veintena de hombres fuertemente armados comandados por el general Juan Constantino Quaranta, jefe del Servicio de Informaciones del Estado (SIDE) penetra violentamente en la sede diplomática haitiana, sacando por la fuerza a siete asilados políticos. Estos son obligados a ubicarse a lo largo de la verja exterior de la embajada. El grupo asaltante se posiciona frente a ellos preparando sus armas con la intención es fusilarlos allí mismo. Pero se presenta Therese Brierre, esposa del embajador. El general Quaranta, mano derecha del dictador Pedro Eugenio Aramburu la aparta bruscamente “-callate negra hija de puta”. Ante el escándalo un grupo de vecinos se acerca. La señora Brierre por vía telefónica denuncia inmediatamente el hecho a las agencias internacionales de noticias y se comunica con el Ministerio de Asuntos Exteriores haitiano solicitando su intervención, logrando salvar a los asilados que iban a ser fusilados.